# Schleitheim Confessie

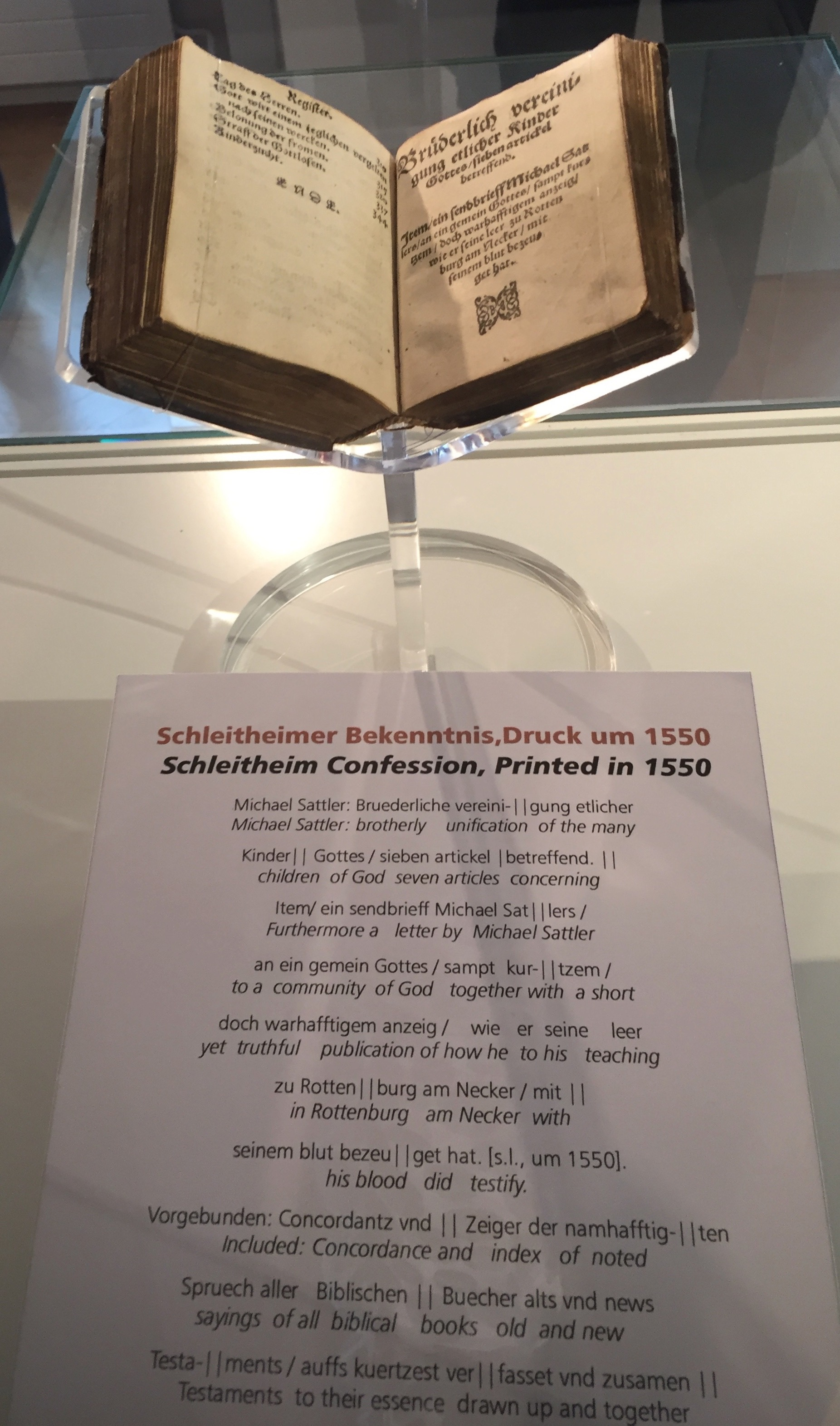

De Schleitheim Confessie of de Brüderliche vereynigung etzlicher kinder Gottes / siben Artickel betreffend (broederlijke vereniging van meerdere kinderen van God betreffend zeven artikels) is een geloofsbelijdenis opgesteld door Zwitserse wederdopers op 24 februari 1527 in Schleitheim in het Zwitserse kanton Schaffhausen.

## Context
De bijeenkomst kwam na de Duitse Boerenoorlog en de onthoofding van Thomas Müntzer in 1525. De wederdopersbeweging verloor een groot deel van haar leden en er was veel verwarring binnenin, redenen voor zelfreflectie. De ontmoeting werd georganiseerd door Michael Sattler. Het eindresultaat was zeven artikelen, die de belangrijkste principes van het anabaptisme opsomt.

## Zeven artikelen
- Volwassenendoop (afwijzing van de kinderdoop)
- Kerkelijke tucht (verbod op overtredingen)
- Heilig Avondmaal (het breken van het brood als teken van gemeenschap)
- Afzondering van de "wereld" (het beperken van invloeden van buitenaf)
- Vrije keuze van de pastor door de gemeenschap
- Afwijzing van militaire dienst
- Verbod op eedaflegging